# Eurelijus Žukauskas
Eurelijus Žukauskas (ur. 22 sierpnia 1973 w Kłajpedzie) – litewski koszykarz występujący na pozycji środkowego, olimpijczyk, multimedalista imprez międzynarodowych, wielokrotny mistrz rozmaitych lig oraz pucharów europejskich.

## Osiągnięcia
Na podstawie, o ile nie zaznaczono inaczej.

### Drużynowe
- Mistrz:
  - Euroligi (1999)
  - Ligi Bałtyckiej (2007, 2008)
  - FIBA Europe League (2004)
  - Ligi Północnoeuropejskiej NEBL (1999, 2003)
  - Litwy (1998, 1999, 2008)
- Wicemistrz:
  - ULEB Cup (2007)
  - Ligi Bałtyckiej (2009)
  - Litwy (2000, 2007, 2009)
  - Grecji (2006)
  - Rosji (2004)
  - Włoch (2001)
- Brązowy medalista:
  - Euroligi (2001)
  - mistrzostw Rosji (2003)
  - pucharu Rosji (2004)
- Zdobywca pucharu:
  - Saporty (1998)
  - Litwy (2008)
  - Rosji (2003)
  - Turcji (2005)
  - Prezydenta Turcji (2004)
- Finalista pucharu:
  - Koracia (2002)
  - Litwy (2007, 2009)

### Indywidualne
- MVP play-off litewskiej ligi LKL (2000)
- Uczestnik meczu gwiazd:
  - FIBA EuroCup (2004)
  - ligi litewskiej (1996, 1999, 2008, 2009)
  - Ligi Bałtyckiej (2007)
- Zaliczony do I składu ligi litewskiej
- Zwycięzca konkursu wsadów ligi litewskiej (1999)
- Lider w blokach:
  - Euroligi (2005)
  - ligi litewskiej (1995–2000)
- Zespół Neptūnas Klaipėda zastrzegł należący do niego numer 11

### Kadra
- Mistrz Europy (2003)
- Wicemistrz turnieju FIBA Diamond Ball (2004)
- Brązowy medalista:
  - olimpijski (1996, 2000)
  - Igrzysk Dobrej Woli (1998)
- Uczestnik:
  - igrzysk olimpijskich (1996, 2000, 2004 – 4. miejsce)
  - mistrzostw:
    - świata (1998 – 7. miejsce)
    - Europy (1997 – 6. miejsce, 1999 – 5. miejsce, 2001 – 12. miejsce, 2003)